# Напуштајући Лас Вегас
Напуштајући Лас Вегас (енгл. Leaving Las Vegas) је филм из 1995. године који је осмислио и режирао Мајк Фигис, на основу аутобиографског романа Џон О’Брајена.

## Радња
Бен Сандерсон (Николас Кејџ) је ноторни алкохоличар који је дотакао дно. Одбацивши све личне и професионалне споне у Лас Вегасу, одлучује да напусти град и напије се до смрти. Али тада, је наишао на Серу (Елизабет Шу), прелепу проститутку. Њихови осећаји базирани на неконвенциналном начину живљења су променили ток њиховог живота заувек...